# Recueil des inscriptions gauloises
Le Recueil des inscriptions gauloises (en abrégé RIG) est une collection générale des inscriptions en langue gauloise.

## Historique

### Origines ducorpus
En 1959, Paul-Marie Duval expose le projet de Recueil des inscriptions gauloises au 1er congrès international d'études celtiques.

### Actualisation
Le projet RIIG, le « recueil informatisé des inscriptions gauloises », débuté le 1er janvier 2020, met à jour les éditions précédentes avec contextualisation, analyse sociolinguistique et bibliographie. Il est coordonné par Coline Ruiz Darasse.
Sont publiées les inscriptions gallo-grecques (RIG I, G-1 à G-275) et les inscriptions gallo-latines sur pierre (RIG II.1, L-1 à L-17) ainsi que les inscriptions gallo-grecques publiées depuis 1988 dans différents articles de compléments. 
Les inscriptions gallo-latines sur instrumentum ne sont pas encore publiées.

## Liste des volumes
La liste des volumes du RIG est la suivante :
- Volume I : Michel Lejeune et Paul-Marie Duval (dir.), Textes gallo-grecs, Paris, CNRS, coll. « Gallia » (no XLVe supplément), 1985, 459 p. (ISBN 978-2-222-03460-5)
- Volume II, fascicule 1 : Michel Lejeune et Paul-Marie Duval (dir.), Textes gallo-étrusques, textes gallo-latins sur pierre, Paris, CNRS, coll. « Gallia » (no XLVe supplément), 1988, 196 p. (ISBN 978-2-222-04192-4)
- Volume II, fascicule 2 : Pierre-Yves Lambert (dir.), Textes latins sur instrumentum, Paris, CNRS, coll. « Gallia » (no XLVe supplément), 2002, 428 p. (ISBN 978-2-271-05844-7)
- Paul-Marie Duval et Georges Pinault, Les calendriers : (Coligny, Villards d'Héria), Paris, CNRS, coll. « Gallia » (no XLVe supplément), 1986, 442 p. (ISBN 978-2-222-03668-5)
- Jean-Baptiste Colbert de Beaulieu et Brigitte Fischer, Les légendes monétaires, Paris, CNRS, coll. « Gallia » (no XLVe supplément), 1998, 564 p. (ISBN 978-2-271-05448-7)